# Lopesia spinosa
Lopesia spinosa är en tvåvingeart som beskrevs av Maia 2004. Lopesia spinosa ingår i släktet Lopesia och familjen gallmyggor. Inga underarter finns listade i Catalogue of Life.